# كيفين هارتمان
كيفين هارتمان (بالإنجليزية: Kevin Hartman) (25 مايو 1974 بأثينس في الولايات المتحدة - ) هو لاعب كرة قدم أمريكي في مركز حراسة المرمى. شارك مع منتخب الولايات المتحدة لكرة القدم. أما مع النوادي، فقد لعب مع سبورتينغ كانساس سيتي ولوس أنجلوس غلاكسي ونادي دالاس ونيويورك ريد بولز.

## وصلات خارجية
- كيفين هارتمان على موقع الدوري الأمريكي (الإنجليزية)
- كيفين هارتمان على موقع قاعدة بيانات كرة القدم.إي يو (الإنجليزية)
- كيفين هارتمان على موقع ناشيونال فوتبول تيمز (الإنجليزية)
- كيفين هارتمان على موقع Soccerway.com (الإنجليزية)